# Macarena
«Macarena» (произносится «Макаре́на») — песня испанского музыкального дуэта Los del Río из их альбома 1993 года A mí me gusta. Песня стала международным хитом в 1996―1997 годах.  Она принесла группе 1-е место в рейтинге «Артист одного хита» по версии канала VH1 в 2002 году. В песне используется ритм клаве. В 2012 году она заняла 7-е место в чарте Billboard's All Time Top 100. Она также заняла 1-е место в чарте Billboard's All Time Latin Songs
. На основе песни возник танец с таким же названием.

## История
Песня была записана в 1992 году и выпущена в 1993 году как румба. Достигла значительной популярности в Испании, Колумбии и Мексике. Она также стала популярной в Пуэрто-Рико благодаря её использованию в качестве неофициальной музыкальной темы для предвыборной кампании губернатора Педро Росселло. Остров Пуэрто-Рико, который служит базой для многих круизных судов, посещает большое число туристов, и они во время своего пребывания здесь постоянно слышали «Макарену». Это может объяснить быстрое распространение песни, которая стала хитом в городах со значительным числом латиноамериканских общин в Соединённых Штатах, в частности в Майами и Нью-Йорке.

## Критика
Дэйв Фавберт из журнала ShortList, комментируя рост популярности детища дуэта Los del Río, заявил, что «Macarena» ― это песня, которая существует независимо от крутизны, времени, критики ― она просто есть.

## Кавер-версии и пародии
- Российский певец, музыкант и шоумен Сергей Минаев в 1996 году записал русскоязычную пародийную версию песни «Macarena»[4]. В отличие от оригинала, Минаев акцентировал внимание на припеве на протяжении всей песни.
- В ноябре 1996 года MC Rage выпустил пародийный сингл «Fuck Macarena» в жанре хардкор-техно с текстом, полным обсценной лексики, — это была реакция на большой успех «Макарены». Пародия заняла 7-е место в чарте Dutch Top 40 27 декабря 1996 года, а также 8-е место в чарте Mega Top 100 25 января 1997 года[5][6]. В клипе на песню любители габбера танцевали хакку.
- Американская дэтграйнд-группа Brujeria записала в 1997 году пародию под названием «Marijuana[англ.]», которая была выпущена в 2000 году.
- В 1997 году группа The GrooveGrass Boyz исполнила кавер-версию в жанре кантри с новым текстом[7], а песня заняла 70-е место в чарте Hot Country Songs и 7-е в чарте Bubbling Under Hot 100. Песню выпустила студия Imprint Records, было продано более 80 тысяч копий[8].
- В 1998 году на посвящённой теории струн конференции в Санта-Барбаре Джеффри Харви[англ.] после публикации доклада Эдварда Виттена «Anti De Sitter Space And Holography» составил текст песни «Maldacena» о голографическом принципе на мелодию «Макарены»[9][10].
- В 2019 году пародию также выпустил американский рэпер Tyga. В клипе на неё принял участие сам дуэт Los del Rio.

## Музыкальное видео
Музыкальное видео было снято режиссером Винсентом Кальве. Хореография была поставлена Мией Фрай, которая тоже снялась в нем; в съёмках также участвовали десять других женщин, поющих и танцующих с Los del Río на белом фоне.

## Награды
| Год  | Издание       | Награда                                           | Позиция |
| ---- | ------------- | ------------------------------------------------- | ------- |
| 2000 | VH1           | «100 величайших танцевальных песен»               | 84      |
| 2002 | VH1           | «Величайшее чудо с одним хитом всех времен»       | 1       |
| 2005 | Blender       | «500 величайших песен с момента твоего рождения»  | 198     |
| 2009 | Billboard     | «Латиноамериканские песни всех времен»            | 1       |
| 2012 | Billboard     | «Топ-100 за все время»                            | 7       |
| 2014 | Rolling Stone | «20 лучших песен лета: 1990-е годы»               | 3       |
| 2017 | Billboard     | «100 летних хитов всех времен»                    | 27      |
| 2017 | BuzzFeed      | «101 величайшая танцевальная песня 90-х годов»    | 49      |
| 2017 | Paste         | «60 лучших классиков танцпола»                    | 60      |
| 2018 | ThoughtCo     | «100 лучших песен 1990-х годов»                   | 2       |
| 2019 | Insider       | «100 лучших песен 90-х годов»                     | *       |
| 2019 | Insider       | «57 лучших чудес с одним хитом всех времен»       | *       |
| 2019 | Stacker       | «Лучшие поп-песни 90-х годов»                     | 2       |
| 2020 | Cleveland.com | «Лучшая песня Billboard Hot 100 № 1 1990-х годов» | 134     |

(*) indicates the list is unordered.

## Позиции в чартах
| Чарт (1993)                 | Высшая позиция |
| --------------------------- | -------------- |
| Нидерланды (Dutch Top 40)   | 20             |
| Нидерланды (Single Top 100) | 15             |
| Spain (AFYVE)               | 10             |

| Чарт (1993)                | Позиция |
| -------------------------- | ------- |
| Netherlands (Dutch Top 40) | 179     |

#### «Macarena (Bayside Boys Mix)»
| Чарт (1995–1997)                       | Высшая позиция |
| -------------------------------------- | -------------- |
| Австралия (ARIA)                       | 1              |
| Австрия (Ö3 Austria Top 40)            | 1              |
| Бельгия/Фландрия (Ultratop 50)         | 1              |
| Бельгия/Валлония (Ultratop 50)         | 1              |
| Канада (RPM Dance/Urban)               | 16             |
| Denmark (IFPI)                         | 1              |
| Europe (Eurochart Hot 100)             | 1              |
| Финляндия (Suomen virallinen lista)    | 1              |
| Франция (SNEP)                         | 1              |
| Германия (GfK)                         | 1              |
| Hungary (Mahasz)                       | 5              |
| Iceland (Íslenski Listinn Topp 40)     | 8              |
| Ирландия (IRMA)                        | 3              |
| Israel (Israel Top-30)                 | 1              |
| Нидерланды (Dutch Top 40)              | 1              |
| Нидерланды (Single Top 100)            | 1              |
| Новая Зеландия (Recorded Music NZ)     | 2              |
| Норвегия (VG-lista)                    | 2              |
| Шотландия (OCC Scotland)               | 2              |
| Швеция (Sverigetopplistan)             | 2              |
| Sweden (Swedish Dance Chart)           | 1              |
| Швейцария (Schweizer Hitparade)        | 1              |
| Taiwan (IFPI)                          | 2              |
| Великобритания (OCC UK Singles)        | 2              |
| США (Billboard Hot 100)                | 1              |
| США (Billboard Adult Contemporary)     | 28             |
| США (Billboard Adult Pop Airplay)      | 19             |
| US Hot Dance Singles Sales (Billboard) | 46             |
| США (Billboard Hot Latin Songs)        | 5              |
| США (Billboard Pop Airplay)            | 5              |
| США (Billboard Rhythmic)               | 5              |
| США (Billboard Tropical Airplay)       | 8              |
| US Cash Box                            | 1              |

| Чарт (1996)                          | Позиция |
| ------------------------------------ | ------- |
| Australia (ARIA)                     | 1       |
| Austria (Ö3 Austria Top 40)          | 1       |
| Belgium (Ultratop 50 Flanders)       | 3       |
| Belgium (Ultratop 50 Wallonia)       | 5       |
| Europe (Eurochart Hot 100)           | 2       |
| France (SNEP)                        | 1       |
| Germany (Official German Charts)     | 3       |
| Iceland (Íslenski Listinn Topp 40)   | 16      |
| Netherlands (Dutch Top 40)           | 1       |
| Netherlands (Single Top 100)         | 5       |
| New Zealand (Recorded Music NZ)      | 9       |
| Sweden (Sverigetopplistan)           | 11      |
| Sweden (Swedish Dance Chart)         | 32      |
| Switzerland (Schweizer Hitparade)    | 1       |
| UK Singles (Official Charts Company) | 22      |
| US Billboard Hot 100                 | 1       |

| Чарт (1997)          | Позиция |
| -------------------- | ------- |
| US Billboard Hot 100 | 82      |

| Чарт (1990–1999)               | Позиция |
| ------------------------------ | ------- |
| Austria (Ö3 Austria Top 40)    | 3       |
| Belgium (Ultratop 50 Flanders) | 25      |
| Netherlands (Dutch Top 40)     | 3       |
| US Billboard Hot 100           | 2       |

| Чарт (1958–2020)     | Позиция |
| -------------------- | ------- |
| US Billboard Hot 100 | 8       |

### Сертификации
| Регион | Сертификация  | Продажи   |
| --- | ------------- | --------- |
| Австралия (ARIA) | 3× Платиновый | 210 000^  |
| Австрия (IFPI Austria) | Платиновый    | 50 000*   |
| Бельгия (BEA) | 2× Платиновый | 100 000*  |
| Франция (SNEP) | Бриллиантовый | 910,000   |
| Германия (BVMI) | 3× Золотой    | 750 000^  |
| Нидерланды (NVPI) | Платиновый    | 75 000^   |
| Новая Зеландия (RMNZ) | Платиновый    | 10 000*   |
| Швеция (GLF) | Золотой       | 25,000^   |
| Швейцария (IFPI Switzerland) | Золотой       | 25 000^   |
| Великобритания (BPI) | Платиновый    | 600 000   |
| США (RIAA) | 4× Платиновый | 4,300,000 |
| * Данные о продажах приведены только на основе сертификации. · ^ Данные о тиражах приведены только на основе сертификации. · Данные о продажах + прослушиваниях приведены только на основе сертификации. |               |           |

## Танец
Также по всему миру стал популярен танец, который впервые был показан в клипе группы Los del Río на эту песню. Он стал популярен благодаря мелодии и движениям. В танце задействованы не только ноги, но также руки и голова.